# Ceuclum
Ceuclum, het hedendaagse Cuijk, was een Romeinse nederzetting in de provincie Neder-Germanië (Germania Inferior). Ceuclum staat vermeld op de Peutingerkaart (Tabula Peutingeriana) tussen Blariacum ((Hout-)Blerick) en Noviomagi (Nijmegen).

## Geschiedenis
Ceuclum werd rond het jaar 50, tijdens de regering van keizer Claudius, gesticht op een heuvel bij de Maas, waarschijnlijk door de Romeinse veldheer Gnaius Domitius Corbulo. Het was oorspronkelijk een houten fort (castellum) met aarden omwalling met palissadewanden en omgeven door twee of drie grachten. Het fort was 120 bij 150 meter en had een bezetting van ongeveer 500 soldaten. Bij het legerkamp was een burgernederzetting. Waarschijnlijk werd het fort tijdens de Bataafse Opstand van 69-70 tijdig geëvacueerd, waardoor het niet werd verwoest. Nadat de opstand was neergeslagen lijkt Ceuclum door het leger verlaten te zijn: er zijn amper militaire vondsten van na 70 gedaan.
De burgernederzetting (vicus) had een oppervlakte van ongeveer 10 hectare (100.000 m²). Op de plek van het fort werd een Romeinse tempel (templum) gebouwd van 16½ bij 17½ meter. Een replica van dit gebouw staat in het archeologisch themapark Archeon bij Alphen aan den Rijn. In het dorp stond een tweede kleinere tempel, en verder een badhuis.
Tijdens de regeringsperiodes van keizer Constantius I Chlorus en diens zoon Constantijn de Grote werd het land tussen Maas en Rijn versterkt om de graantransporten over de rivieren te beveiligen. Hierbij werd ook een nieuw fort te Ceuclum gebouwd.

## Opgravingen
Al vanaf 1850 is er archeologisch onderzoek gedaan naar het verleden van Cuijk. De eerste grote opgravingen werden echter pas in 1937 en 1948 gedaan door Albert van Giffen. Van 1964 tot 1966 verrichtte J.E.Bogaers onderzoek en tussen 1989 en 1993 werden de resten van de Romeinse Maasbrug onderzocht. In 1997 werd een kort archeologisch onderzoek in het centrum van Cuijk uitgevoerd op de plaats waar het winkelcentrum Maasburg werd gebouwd. Er werden resten van bebouwing gevonden. Naast munten en aardewerk werden ook 4e-eeuws Romeinse lederen schoenen gevonden van een schoenstijl die tot dan toe alleen van afbeeldingen bekend was.

## De Maasbrug bij Ceuclum

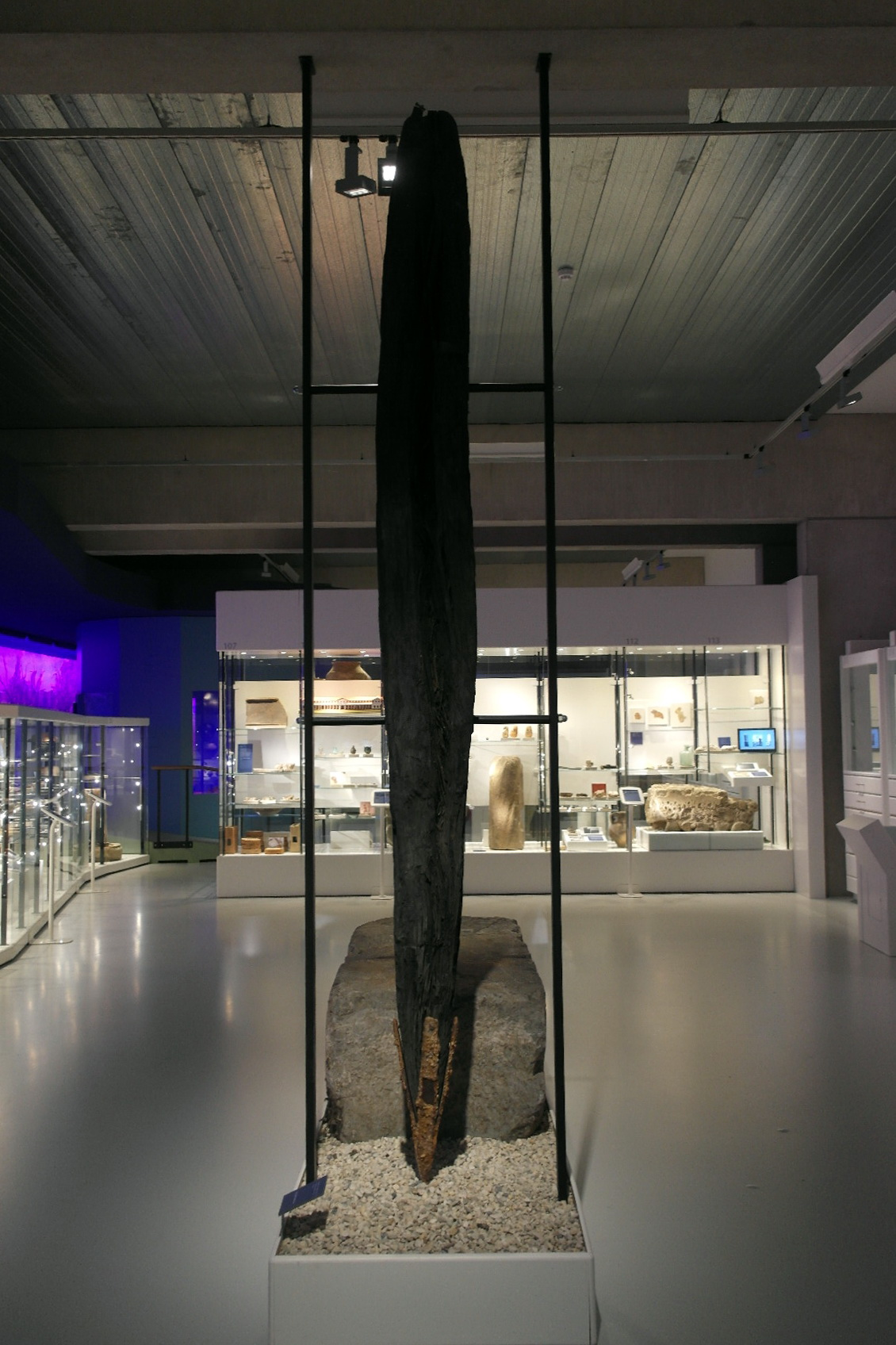
Funderingspaal met ijzeren paalschoen van de brug te Ceuclum. Limburgs Museum, Venlo

Bij Ceuclum lag een brug over de Maas, waarvan de resten in 1992 werden teruggevonden. Maasvissers wisten al in de 18e eeuw dat er bij Cuijk obstakels in de Maas lagen en bij een zeer lage waterstand konden palen worden gezien. In 1989 onderzocht amateurarcheoloog Joost van den Besselaar samen met duikers van de brandweer duikvereniging Cuijk de plek. Bij zijn onderwateronderzoek ontdekte hij dat de bodem bezaaid was met steenbrokken en palen. Nader archeologisch onderzoek wees uit dat hier een Romeinse brug over de Maas heeft gelegen. Er werden resten van zes brugpijlers gevonden. Een aantal van de gevonden brugfragmenten zijn te bezichtigen in Museum Ceuclum te Cuijk.
Een van de houten palen waarop de stenen pijlers stonden kon worden gedateerd en stamt uit 364. Omdat de dateringen van de houten resten ver uiteen lopen, is het aannemelijk dat de brug vaak hersteld is geweest. Men vermoedt dat de brug tot in het begin van de 5e eeuw in gebruik is geweest, omdat de jongste stammen op het jaar 390 zijn gedateerd. De resten zijn vrij goed bewaard gebleven en brachten een goed inzicht van de constructie van de brug. Zware vierkante eikenhouten palen van 40 cm dik en 2 tot 3 meter lang met een smeedijzeren punt, de zogenaamde paalschoen, werden in de Maasbedding gedreven. Op deze paalfundering werden de kalkstenen pijlers gebouwd. De steenblokken werden onderling verbonden met doken; ijzeren krammen die in daarvoor gemaakte groeven in de steenblokken werden gezet en dan met lood werden aangegoten.
De Romeinse Maasbrug bij Cuijk was een van de bruggen over de Maas ten tijde van het Romeinse Rijk; de Romeinse Maasbrug in Maastricht en bij Venlo waren de anderen.

## Opgravingen
Al vanaf 1850 is er archeologisch onderzoek gedaan naar het verleden van Cuijk, maar de eerste grote opgravingen werden in 1937 en 1948 gedaan door Albert van Giffen. In 1964 tot 1966 werd onderzoek gedaan door J.E.Bogaers en tussen 1989 en 1993 werden de resten van de Romeinse Maasbrug onderzocht. In 1997 werd een kort archeologisch onderzoek in het centrum van Cuijk uitgevoerd op de plaats waar het winkelcentrum Maasburg werd gebouwd. Er werden resten van bebouwing gevonden. Naast munten en aardewerk werden ook 4e-eeuws Romeinse lederen schoenen gevonden van een schoenstijl die tot dan toe alleen van afbeeldingen bekend was.

## Fietsroute
Volgens de overlevering bezocht keizer Valentinianus I in 368 de nederzetting Ceuclum, gelegen aan de belangrijke doorgangsroute van Ulpia Noviomagus Batavorum naar Mosa Trajectum. In het wegdek zijn resten van de oude Romeinse weg aangetroffen. De gemeenten Cuijk en Boxmeer (thans beide deel uitmakend van Land van Cuijk) hebben een fietsroute uitgezet langs de Romeinse weg. De fietsroute draagt de naam Via Valentiniana naar de Romeinse keizer.